# Julien Marnier-Lapostolle
Julien Marnier-Lapostolle ( 1902 - 1976 ) fue un botánico explorador francés.
Su familia tanto paterna como materna fueron empresarios exitosos de la industria vitivinícola francesa: los Marnier fundan una vinería en la región de Sancerre en el siglo XVIII; y, la familia Lapostolle operaban una pequeña y famosa destilería, fundada en 1827 por su abuelo Jean-Baptiste Lapostolle, en Neauphle-le-Chateau cerca de París
Fue empresario del famoso "Jardin Botanique des Cedres" en Cap Ferrat, Francia.

## Algunas publicaciones

### Libros
- Rauh, W; H Lehmann, J Marnier-Lapostolle, R Oeser. Bromeliads for home, garden, and greenhouse. xiv + 431 pp. 55 planchas. Traducido al inglés por Peter Temple & Harvey L. Kendallde Bromelien für Zimmer und Gewächshaus. ISBN 0-7137-0845-X
- Rauh, W; H Lehmann, J Marnier-Lapostolle, R Oeser. 1990. The Bromeliad lexicon, editado por Peter Temple. Ed. London : Blandford ; New York : distribuido en EE. UU. por Sterling Pub. xiv + 431 pp. : ilustr. ISBN 0-7137-2181-2

## Honores
Presidente de la "Association Francaise des Amateurs de Cactees"

### Epónimos
- En honor de su primera esposa Anne Therese Marnier-Lapostelle, se nombran las especies:
  - (Aizoaceae) Conophytum marnierianum Tischer & H.Jacobsen 1956
  - (Cactaceae) Lepismium marnierianum Backeb. 1963
  - (Crassulaceae) Bryophyllum marnierianum (H.Jacobsen) V.V.Byalt 1996
  - (Cactaceae) Dolichothele marnier-lapostollei, sinónimo: Mammillaria camptotricha var. marnier-lapostollei
- En su honor:
  - (Bromeliaceae) Dyckia marnier-lapostollei  L.B.Sm. 1966
  - (Bromeliaceae) Hechtia marnier-lapostollei L.B.Sm. 1961[2]
  - (Bromeliaceae) Tillandsia marnier-lapostollei Rauh 1973
  - (Bromeliaceae) Werauhia marnier-lapostollei (L.B.Sm.) J.R.Grant 1995

- La abreviatura «Marn.-Lap.» se emplea para indicar a Julien Marnier-Lapostolle como autoridad en la descripción y clasificación científica de los vegetales.[3]